# Ålebæk (Borre)
 For alternative betydninger, se Ålebæk. (Se også artikler, som begynder med Ålebæk)
Ålebæk er en bebyggelse i Borre Sogn øst for Borre på Møn.
Stedet nævnes 1135. Allerede i middelalderen lå her en gård, og i 1395 nævnes Cecilia Jensdatter, enke efter Hennike Grubendal af Westah (Vestud syd for Borre). I 1406 nævnes en væbner Folmer Jepsen i Ålebæk, og i 1420 en væbner Jens Josefsen. I 1434 skødede Engelbrecht Albrectson det gods i Vestud, som var tilfaldet ham efter Eggert Grubendal, til Hennike Grubendal. I 1593 boede her den mønske landsdommer Per Friis.
Ved salget af krongodset på Møn i 1789 blev godset Ålebækgård etableret ved sammenlægning af jord fra 14 bøndergårde fra Ålebæk. Bønderne vandt auktionen i Stege, men solgte det umiddelbart efter til amtsfuldmægtig Johannes Jydtmann. I 1806 opkøbtes både Ålebækgård og Nordfelt gods af stiftamtmand Christopher Schøller Bülow (1770-1830), og i 1922 udstykkedes jorden i 16 husmandsbrug. Husmandsbrugene ligger langs en nordgående vej fra Ålebækgård. Udstykningen fik navnet Lisebjerg efter en høj ved gården, hvor der er en runddysse med en stor dæksten kaldet Stenkisten. Langs vejen, som fører forbi Ålebækgård, er et stendige.
Langs skoven Stubberup Have ud mod stranden er Ålebækgårdskoven.
Valgmenighedspræst og salmedigter Wilhelm Birkedal er født der 7 nov. 1809 som søn af forpagteren.
Ålebæk Strand ligger på nordkysten øst for Sletten. Stedet hørte under Ålebækgård, og bestod af 2 ejendomme på hver ca. 3 tdr. land. De blev frasolgt i 1927, og sammenlagt til en ejendom. Bebyggelsen på ejendommene bestod af en sammenbygget længe. Den var indrettet med 2 beboelser på midten, og stald i begge ender. Det var en bygning opført med lerklinede vægge og bindingsværk, der var overkalket. Den var tækket med strå. Bygningen nedbrændte totalt i 2006.